# ラグラン伯爵
ラグラン伯爵（英: Earl of Ruglen）は、かつて存在したイギリスの伯爵位。スコットランド貴族爵位。セルカーク伯爵家ヤンガーソンのジョン・ダグラス=ハミルトンが1697年に叙されたことに始まるが、女系の孫ウィリアム・ダグラスの死により1810年に廃絶した。   

## 歴史

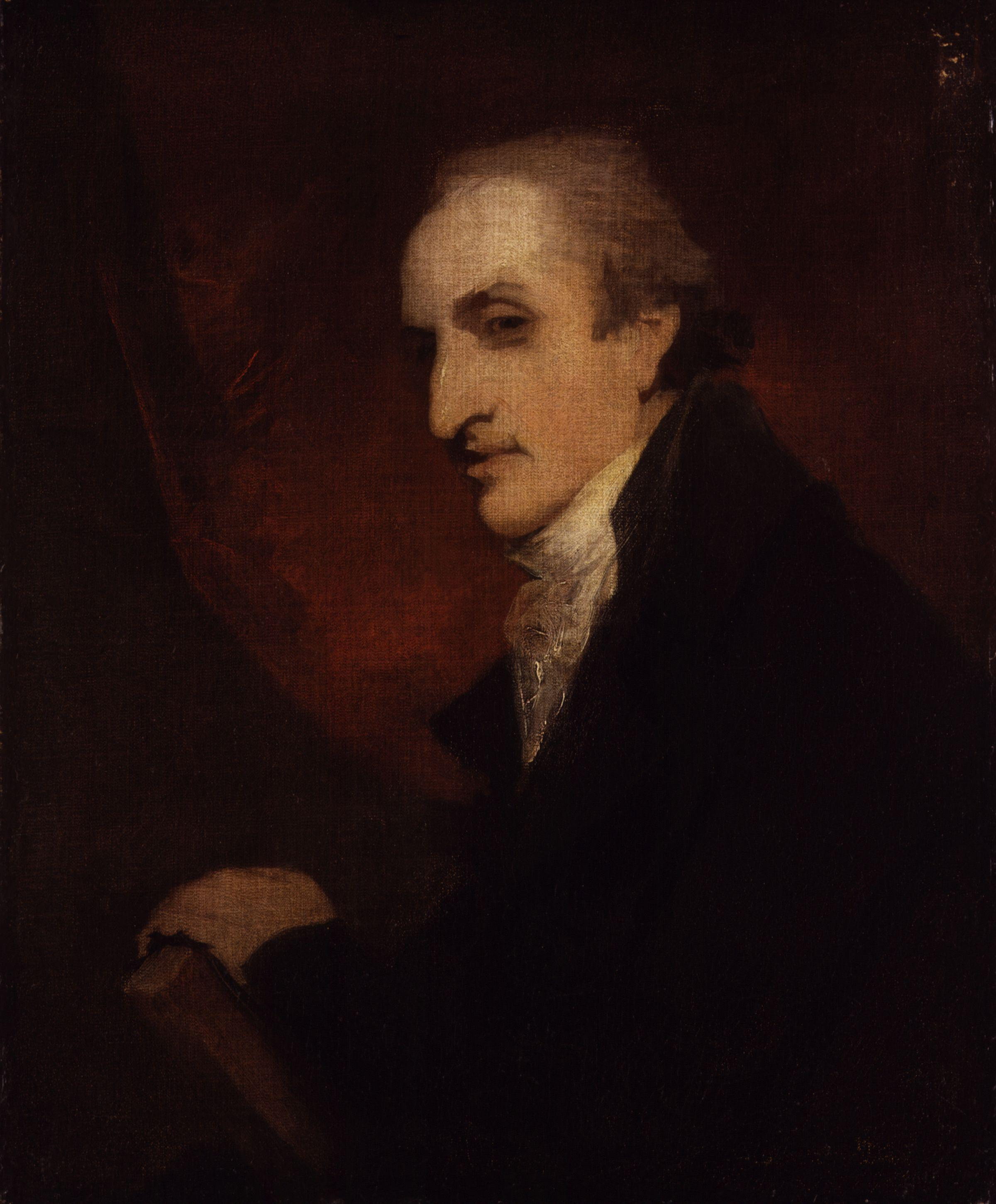
3代伯ウィリアム・ダグラス
『オールド・Q』のニックネームで知られる好事家で、浪費家としても悪名高かった。

ジョン・ダグラス＝ハミルトン(1665-1744)は、初代セルカーク伯爵ウィリアム・ダグラス=ハミルトン(1634-1694)の四男にあたる人物である。彼は1697年4月14日にラグラン伯爵(Earl of Ruglen)、リッカートン子爵(Viscount of Riccartoun)及びヒルハウス卿(Lord Hillhouse)に叙された。一連の爵位はいずれもスコットランド貴族爵位である。また爵位には初代伯の男系子孫に加えて、その女系子孫も継承できる特別継承規定が付与されていた。初代伯は1739年に兄チャールズが死去すると、セルカーク伯爵位も併せて継承している。彼の死後、爵位は特別継承規定に基づいてその娘アンが承継した。またセルカーク伯爵位は2代伯と3代伯の弟の孫ダンバーが相続した。
2代女伯アン(1698-1748)は第2代マーチ伯爵ウィリアム・ダグラスと結婚して、一人息子のウィリアムを儲けている。彼女ののちはウィリアムが爵位を継承することとなる。
3代伯ウィリアム(1725-1810)は『オールド・Q』のニックネームで知られる好事家で、浪費家としても悪名高かった人物である。彼は父が亡くなると、ラグラン伯爵位を継ぐ前にまず名門マーチ伯爵位を相続した。続く1748年に母からラグラン伯爵位を継いだ。さらに1778年には、叔父の第3代クイーンズベリー公爵チャールズ・ダグラスが死去、これに伴ってクイーンズベリー公爵位を始めとする15の爵位の継承者となった。しかし彼には子がなかったため、同人の死を以てラグラン伯爵以下3つの爵位はすべて廃絶した。
他方、父系由来のマーチ伯爵は遠縁のウィームズ伯爵家へと流出した。さらに女系継承を認めるクイーンズベリー公爵及びその従属爵位はバクルー公爵家に相続された一方、特別継承規定を持たないクイーンズベリー侯爵とその従属爵位はサー・チャールズ・ダグラスがその後を襲った。

## ラグラン伯爵（1697年）
- 初代ラグラン伯爵（第3代セルカーク伯爵）ジョン・ダグラス=ハミルトン （1664–1744）
- 第2代ラグラン女伯爵アン・ハミルトン （1698–1748）
- 第3代ラグラン伯爵（第4代クイーンズベリー公爵）ウィリアム・ダグラス （1725–1810）(1810年にラグラン伯爵位廃絶)

### 註釈
1. ↑  初代セルカーク伯ウィリアムは一代貴族ながらハミルトン公爵にも叙されていた。
2. ↑  特別継承規定の原文は、1904年刊行の『スコッツ・ピレージ(The Scots Peerage)』によれば、『heirs male, whom failing, to the heirs whatsoever of his body.』とある。[4]